# Gidsen- en Scoutsbeweging in België
De Gidsen- en Scoutsbeweging in België (GSB) is een vereniging van vijf organisaties voor scouting in België. Deze twee Nederlandstalige en drie Franstalige federaties zijn erkend door de World Organization of the Scout Movement (WOSM) of de World Association of Girl Guides and Girl Scouts (WAGGGS):
- Scouts en Gidsen Vlaanderen
- FOS Open Scouting
- Les Scouts (Fédération des Scouts Baden-Powell de Belgique (ook in de Duitstalige Gemeenschap)
- Guides Catholiques de Belgique (ook in de Duitstalige Gemeenschap)
- Les Scouts et Guides Pluralistes

Elk van deze scoutingorganisaties heeft historisch gegroeide eigen levensbeschouwelijke en communautaire accenten die bij elke organisatie staat toegelicht. De GSB biedt een ontmoetingsplaats voor deze vijf federaties, een vertegenweniging bij de internationale scoutingorganisaties en een belangengroep voor scouting in België. 
De raad van bestuur is samengesteld uit de afgevaardigde bestuurders (federaal verantwoordelijken of verbondscommissarissen) en de internationaal commissarissen van de deelorganisaties en vergadert ongeveer 6 keer per jaar. De bestuursfuncties worden in beurtrol opgenomen.
De Gidsen en Soutsbeweging in België zorgt voor de organisatie van nationale en internationale scoutingprojecten en -evenementen waaronder Jamborees. Ze coördineert de Belgische deelname aan de wereldjamboree en organiseert die op eigen bodem. Zo werd er in 2003 een Flamboree georganiseerd voor 1240 Scouts en Gidsen uit Vlaanderen en de wereld.